# 米倉知
米倉 知（よねくら さとし、1975年11月26日 - ）は、地方競馬の金沢競馬場・加藤和義厩舎所属の騎手である。

## 経歴
地方競馬教養センター第57期生として卒業し、地方競馬騎手免許を取得。金沢競馬場の山田桓祝に所属する。1993年4月4日、金沢競馬第5競走でイチヨシリュウに騎乗し、初騎乗（9頭立て6着）。同年の4月25日に金沢競馬第1競走でダイナミックホースで優勝し初勝利を挙げた。
1995年、兼六賞デイリースポーツ杯をワイルドオフで制し、重賞初制覇。この年に重賞3勝を挙げる活躍を見せる。
2003年4月28日、金沢競馬第7競走をジョウテンターボ優勝、地方通算500勝を達成した。
2008年12月16日、金沢競馬第2競走をトップオバマで優勝し、6885戦目にして地方通算1000勝を達成した。
2012年、2013年は1月から3月まで南関東で期間限定騎乗を行った。
2016年には韓国の釜山慶南競馬場で期間限定騎乗を行い、翌年1月31日まで騎乗。期間中に重賞のKNN杯をシュプリームマジックで優勝し、韓国の重賞を制覇した。
2019年4月4日、金沢競馬第4競走をノーブルプロスパーで優勝し、1500勝を達成。
2019年にはシンガポールのクランジ競馬場で行われるGIシンガポールギニーに騎乗し、10着となる。
2020年には1月から3月までトルコのヴェリエフェンディ競馬場で日本人初のトルコでの期間限定騎乗を行った。
2020年4月22日付で松野勝己厩舎から加藤和義厩舎に移籍した。

## 主な騎乗馬
- ワイルドオフ（1995年兼六賞デイリースポーツ杯）
- コーリンヨシツネ（1995年ことじ賞）
- ハシルタイヨウ（1995年アラブ3歳優駿）
- ジュリアナミハラ（1996年読売レディス杯）
- ビンゴビクトリー（1997年北日本新聞杯）
- ウインテル（1997年いぬ鷲賞）
- トキノセイコ（1998年アラブ3歳優駿）
- ダイリンフラワ（2000年アラブ3歳優駿）
- グレイスアッパー（2002年北日本新聞杯）
- ツルギデンカ（2003年サラブレッド大賞典）
- テイクファイヤー（2003年いぬ鷲賞）
- メジャービクトリー（2004年サラブレッドヤングチャンピオン）
- マトリックス（2006年MRO金賞）
- エムザックローマン（2009年北日本新聞杯）
- スマートパワー（2010年北日本新聞杯）
- エムザックハーツ（2011年北日本新聞杯）
- アルドラ（2012年サラブレッド大賞典）
- フューチャースター（2013年兼六園ジュニアカップ）
- ケージーアメリカン（2014年白銀争覇）
- シオジスター（2017年金沢プリンセスカップ）
- サノラブ（2019年徽軫賞）
- サノサマー（2020年利家盃）
- ボサノヴァ（2021金沢シンデレラカップ）
- ハリウッドスマイル（2024年ノトキリシマ賞）
- ソーラーフレア（2024年金沢スプリングカップ）